# Carl Zuckmayer (Unternehmer)
Carl Zuckmayer (* 26. April 1864 in Laubenheim, Großherzogtum Hessen; † 12. Dezember 1947 in Oberstdorf, Bayern) war ein deutscher Unternehmer. Er war ein Bruder des Politikers  Joseph Zuckmayer.

## Familie

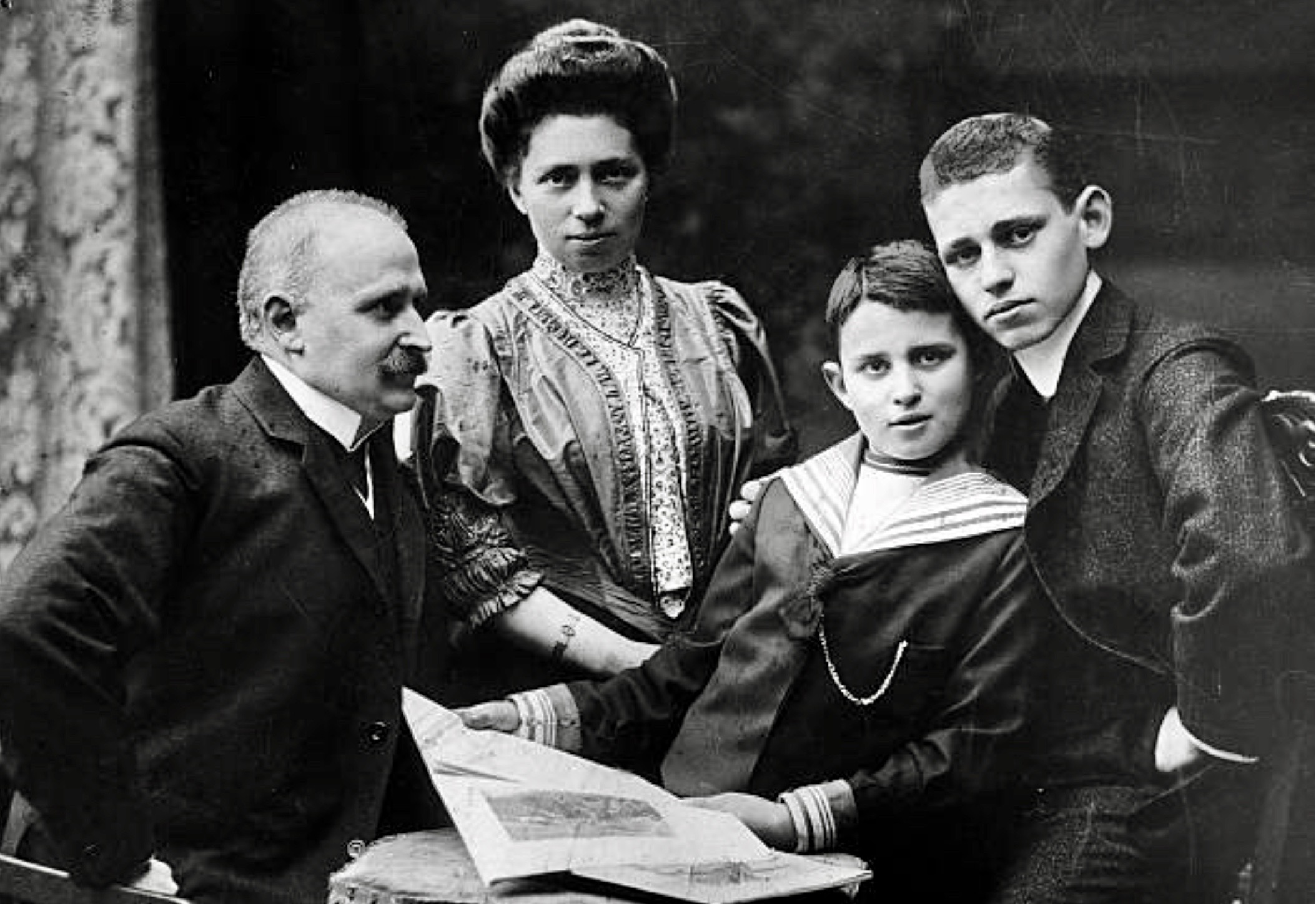
Familie Zuckmayer im Juli 1906, von links: Carl sen., Amalie, Carl jun., Eduard

Zuckmayer wurde als Sohn des Mainzer Justizrates (Rechtsanwaltes) Jacob Josephus Zuckmayer (1837–1916) und dessen aus Mainz stammender Ehefrau Klara Thekla Zuckmayer (* 29. Juli 1842), geborene Berninger, in eine römisch-katholische Familie in Laubenheim, heute Stadtteil von Mainz, geboren. Am 30. Juni 1888 heiratete er die in Mainz geborene Amalie Friederike Auguste Goldschmidt (1869–1954), die jüdischer Herkunft war, aber evangelisch-lutherisch geprägt. Ihr Vater war der Kaufmann und Kirchenrat Eduard Goldschmidt († 1919) aus Bingen am Rhein, ihre Mutter Rosalia Goldschmidt, geborene Canstadt, aus Mainz.
Carl und Amalie Zuckmayer bekamen zwei Söhne, 1890 den späteren Komponisten, Dirigenten, Konzertpianisten und Musikpädagogen Eduard Zuckmayer sowie 1896 den späteren Schriftsteller Carl Zuckmayer. Beide wurden katholisch getauft und erzogen. Der Haushalt der wohlhabenden Familie wurde durch ein Hausmädchen unterstützt; Hausmusik war ein selbstverständlicher Bestandteil des Familienlebens. Amalie Zuckmayer spielte Klavier, Carl Zuckmayer sen. sang, Eduard lernte das Klavierspiel, Carl jun. das Cello, bevorzugte später jedoch die Gitarre. Zum Familienleben ist ein Statement von Carl jun. überliefert: „Ich weiß, daß ich mit dem folgenden Satz gegen alle literarische Konvention verstoße, daß ich mich dem Verdacht der Schönfärberei, der Banalität, ja sogar dem vernichtenden Vorwurf des ›Klischees‹ aussetze, aber ich sage es doch: ich habe eine glückliche Kindheit gehabt. Ich weiß, man hört das nicht gern, und es ist eine kühne Behauptung, aber alles andere wäre gelogen“.

## Entwicklung
Carl Zuckmayer sen. führte seit dem 29. Oktober 1887 in Nackenheim die 1868 von dem Mainzer Kaufmann Franz Frenay gegründete Flaschenkapselfabrik, die er als 23-Jähriger für geringes Kapital erworben hatte und in der Folge sukzessive modernisierte. Ursprünglich von einem Mühlrad angetrieben, wurde die Produktion erst auf die Unterstützung durch eine Dampfmaschine umgestellt und schließlich auf einen Elektromotor. Zuckmayer stellte dafür jeweils zusätzliche Arbeiter ein, zu denen er ein zugewandtes Verhältnis hatte. Seine Ehefrau, die im Unternehmen bereits als 18-Jährige ab dem 1. August 1888 Prokura hatte, richtete als erste in der Region eine betriebliche Gesundheitsberatung, insbesondere für die weiblichen Angestellten, und eine freiwillige Krankenversicherung ein. Zuckmayers wurden zu den größten Arbeitgebern der Region. Kurz vor der Jahrhundertwende nahm Carl Zuckmayers Sehschwäche in einer Weise zu, die ihm die weitere Betriebsführung nicht mehr erlaubte. Er wandelte das Unternehmen daher in die Aktiengesellschaft Nackenheimer Metallkapseln- und Kellereimaschinenfabrik AG vorm. Karl Voltz Nachf. um, wurde von seinen Mitgesellschaftern, dem mit seiner Ehefrau verwandten Bankier Felix Goldschmidt aus Mainz, den in Frankfurt am Main ansässigen und miteinander verwandten Kaufleuten Alfred Salin (1859–1948) und Ludwig Schiff (1854–1930) sowie dem ebenfalls dort ansässigen Ingenieur Moritz Heinrich Boninger zum alleinigen Vorstandsmitglied bestimmt, während die übrigen Mitgesellschafter den Aufsichtsrat bildeten. Carl Zuckmayer zog im Jahr 1900 mit seiner Familie nach Mainz, am 18. Januar 1907 schied er aus dem Vorstand aus. Er hielt jedoch weiterhin Aktien des Unternehmens im Nominalwert von 100.000 Goldmark. Das Unternehmen stieß monatlich 10 Millionen Kapseln aus, wurde zum größten europäischen Hersteller von Stanniol-Kapseln und exportierte den größten Teil seiner Produktion weltweit.

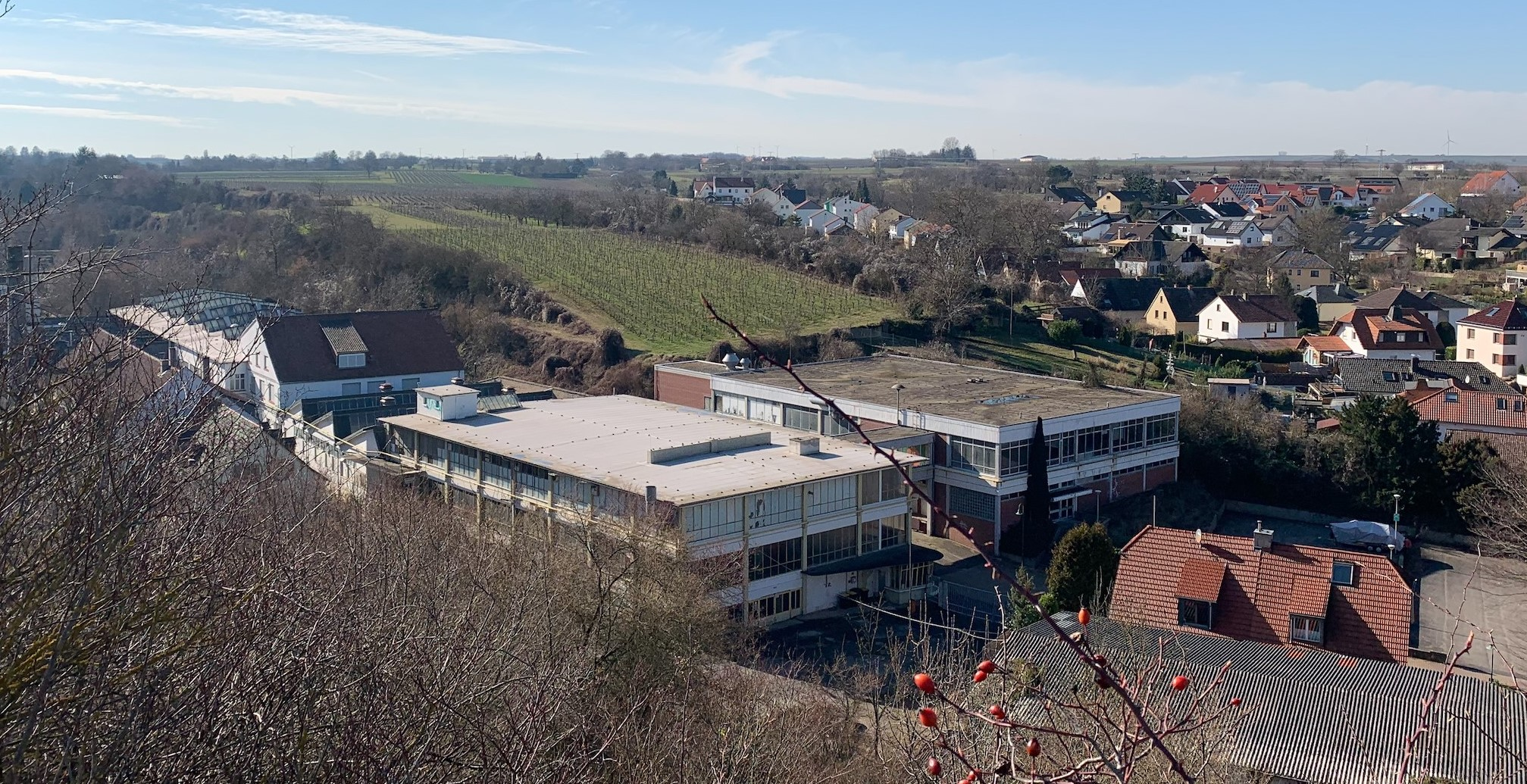

Der aus Zuckmayers Weinkapselfabrik hervorgegangene Marktführer, die ab 1952 so firmierende Vereinigte Kapselfabriken Nackenheim GmbH (VKN), hatte Mitte der 1960er Jahre rund 425 Mitarbeiter. Im Jahre 1955 übernahmen Irmgard von Opel und ihr Sohn Carlo alle in Streubesitz befindlichen Aktien und wurden damit alleinige Eigentümer der Kapselfabrik. 2009, als das Unternehmen, das mittlerweile zur Französischen Sparflex-Gruppe gehörte, in die Insolvenz ging und die Fabrik in Nackenheim letztendlich geschlossen wurde, hatte es noch rund 100 Beschäftigte.
Amalie Zuckmayer galt während der Zeit des Nationalsozialismus als „Volljüdin“ (NS-Diktion), überlebte aber aufgrund ihrer Ehe („Mischehe“ lt. NS-Diktion) mit einem als „arisch“ (NS-Diktion) geltenden Ehemann.
Carl Zuckmayer sen. verstarb im Alter von 83 Jahren im Allgäu.